# Beyond Creation
Beyond Creation (с англ. — «За гранью создания») — канадская техничная дэт-метал-группа, основанная в 2005 году в Монреале. Их тексты и концепции часто касаются таких тем, как наука, духовность, политика, коррупция, правительственные заговоры и космические пришельцы.

## История
Beyond Creation была основана в 2005 году под названием Behind Human Creation гитаристом/вокалистом Симоном Жираром и гитаристом Николя Доминго Виотто. Дуэт начал создавать собственный материал, и в 2008 году Кевин Шартре (являвшийся коллегой Жирара) познакомил музыкантов с Гайотом Бегин-Бенуа, который занял место барабанщика в группе. Однако спустя несколько месяцев Доминго Виотто решил покинуть коллектив, и его заменил Шартре. В 2010 году басист Доминик «Форест» Лапойнте присоединился к группе. Тогда они взяли название Beyond Creation, и музыканты начали запись материала.
В сентябре 2010 года Beyond Creation самостоятельно записали и выпустили трёхпесенное демо, а в апреле 2011 вышел их первый полноформатный альбом The Aura на лейбле PRC Music. В 2012 году Филипп Буше заменил Бегин-Бенуа на ударных. В 2013 году группа подписала контракт с лейблом Season of Mist, который вскоре переиздал их дебютный альбом, и коллектив отыграл концертные туры по Северной Америке и Японии. 24 октября 2014 года вышел второй альбом Earthborn Evolution, который был положительно воспринят музыкальными критиками, отмечавшими возросший профессионализм музыкантов.
После выпуска Earthborn Evolution группа отправилась в длительное международное турне по Северной и Южной Америке, а также по Европе, выступая с такими группами, как Arch Enemy, Hate Eternal, Misery Index, Dying Fetus, Psycroptic и Obscura. Во время этого турне басист Лапойнте покинул группу, и на его место встал Хьюго Дойон-Карут. Коллектив также принял участие в фестивалях Hellfest (Франция), 70 000 Tons of Metal (США), UK Tech-Fest, Montebello Rockfest (Калифорния), Heavy MTL (Калифорния) и Damnation Fest (Великобритания).
В 2018 году Beyond Creation записали третий студийный альбом, Algorythm, который вышел 12 октября того же года. Альбом получил положительный отклик музыкальной прессы, и группа отправилась в турне по Северной Америке в поддержку релиза.

## Состав

### Текущий состав
- Симон Жирар — вокал, гитара (2005-наши дни)
- Кевин Шартре — гитара, бэк-вокал (2007-наши дни)
- Хьюго Дойон-Карут — бас-гитара (2015-наши дни)
- Филипп Буше — ударные (2012-наши дни)

### Бывшие участники
- Николя Доминго Виотто — гитара (2005—2007)
- Гайот Бегин-Бенуа — ударные (2005—2012)
- Доминик «Форест» Лапойнте — бас-гитара (2010—2015)

## Дискография

### Студийные альбомы
- The Aura (2011)
- Earthborn Evolution (2014)
- Algorythm (2018)

### Демо
- Demo (2010)

### Музыкальные видео
- «Omnipresent Perception» (2012)
- «Fundamental Process» (2015)
- «Coexistence» (2017)
- «Earthborn Evolution» (2017)
- «Theatrical Delirium» (2018)
- «The Inversion» (2018)
- «In Adversity» (2019)
- «Surface’s Echoes» (2020)

## Награды и номинации
| Год  | Премия     | Категория                          | Альбом    | Результат | Ссылка |
| ---- | ---------- | ---------------------------------- | --------- | --------- | ------ |
| 2019 | Juno Award | Metal/Hard Music Album of the Year | Algorythm | Номинация | [ 7 ]  |